# Азербайджан на Чемпіонаті світу з водних видів спорту 2015
Азербайджан узяв участь у Чемпіонаті світу з водних видів спорту 2015, який пройшов у Казані (Росія) від 24 липня до 9 серпня.

## Плавання
Азербайджанські плавці виконали кваліфікаційні нормативи в дисциплінах, які наведено в таблиці (не більш як 2 плавці на одну дисципліну за часом нормативу A, і не більш як 1 плавець на одну дисципліну за часом нормативу B):
Чоловіки
| Спортсмен      | Дисципліна     | Попередній заплив | Попередній заплив | Півфінал        | Півфінал        | Фінал           | Фінал           |
| Спортсмен      | Дисципліна     | Час               | Місце             | Час             | Місце           | Час             | Місце           |
| -------------- | -------------- | ----------------- | ----------------- | --------------- | --------------- | --------------- | --------------- |
| Борис Кириллов | 100 м на спині | 57.50             | 47                | Завершив виступ | Завершив виступ | Завершив виступ | Завершив виступ |
| Борис Кириллов | 200 м на спині | 2:06.74           | 34                | Завершив виступ | Завершив виступ | Завершив виступ | Завершив виступ |
| Антон Желтяков | 100 м брасом   | 1:04.45           | 57                | Завершив виступ | Завершив виступ | Завершив виступ | Завершив виступ |
| Антон Желтяков | 200 м брасом   | 2:20.83           | 47                | Завершив виступ | Завершив виступ | Завершив виступ | Завершив виступ |

Жінки
| Спортсменка       | Дисципліна           | Попередній заплив | Попередній заплив | Півфінал         | Півфінал         | Фінал            | Фінал            |
| Спортсменка       | Дисципліна           | Час               | Місце             | Час              | Місце            | Час              | Місце            |
| ----------------- | -------------------- | ----------------- | ----------------- | ---------------- | ---------------- | ---------------- | ---------------- |
| Фатіма Алкерімова | 50 м вільним стилем  | 25.61             | 32                | Завершила виступ | Завершила виступ | Завершила виступ | Завершила виступ |
| Фатіма Алкерімова | 100 м вільним стилем | 1:02.01           | =78               | Завершила виступ | Завершила виступ | Завершила виступ | Завершила виступ |
| Алсу Байрамова    | 100 м батерфляєм     | 1:06.79           | 59                | Завершила виступ | Завершила виступ | Завершила виступ | Завершила виступ |
| Алсу Байрамова    | 200 м батерфляєм     | 2:26.27           | 39                | Завершила виступ | Завершила виступ | Завершила виступ | Завершила виступ |

Змішаний
| Спортсмени                                                     | Дисципліна                       | Попередній заплив | Попередній заплив | Фінал            | Фінал            |
| Спортсмени                                                     | Дисципліна                       | Час               | Місце             | Час              | Місце            |
| -------------------------------------------------------------- | -------------------------------- | ----------------- | ----------------- | ---------------- | ---------------- |
| Борис Кириллов Антон Желтяков Алсу Байрамова Фатіма Алкерімова | естафета 4x100 метрів комплексом | 4:07.93           | 16                | Завершили виступ | Завершили виступ |